# 戈蘭高地酒廠
戈蘭高地酒廠是一間著名的葡萄酒供應商，位於以色列的戈蘭高地。葡萄園於1976年時首次種植葡萄時，只是賣給海外的釀酒廠，自己並沒有釀酒的商業行為，直至1982年，葡萄園嘗試自行釀酒，終於於1984年成功釀製出第一批葡萄酒。

戈蘭高地酒廠
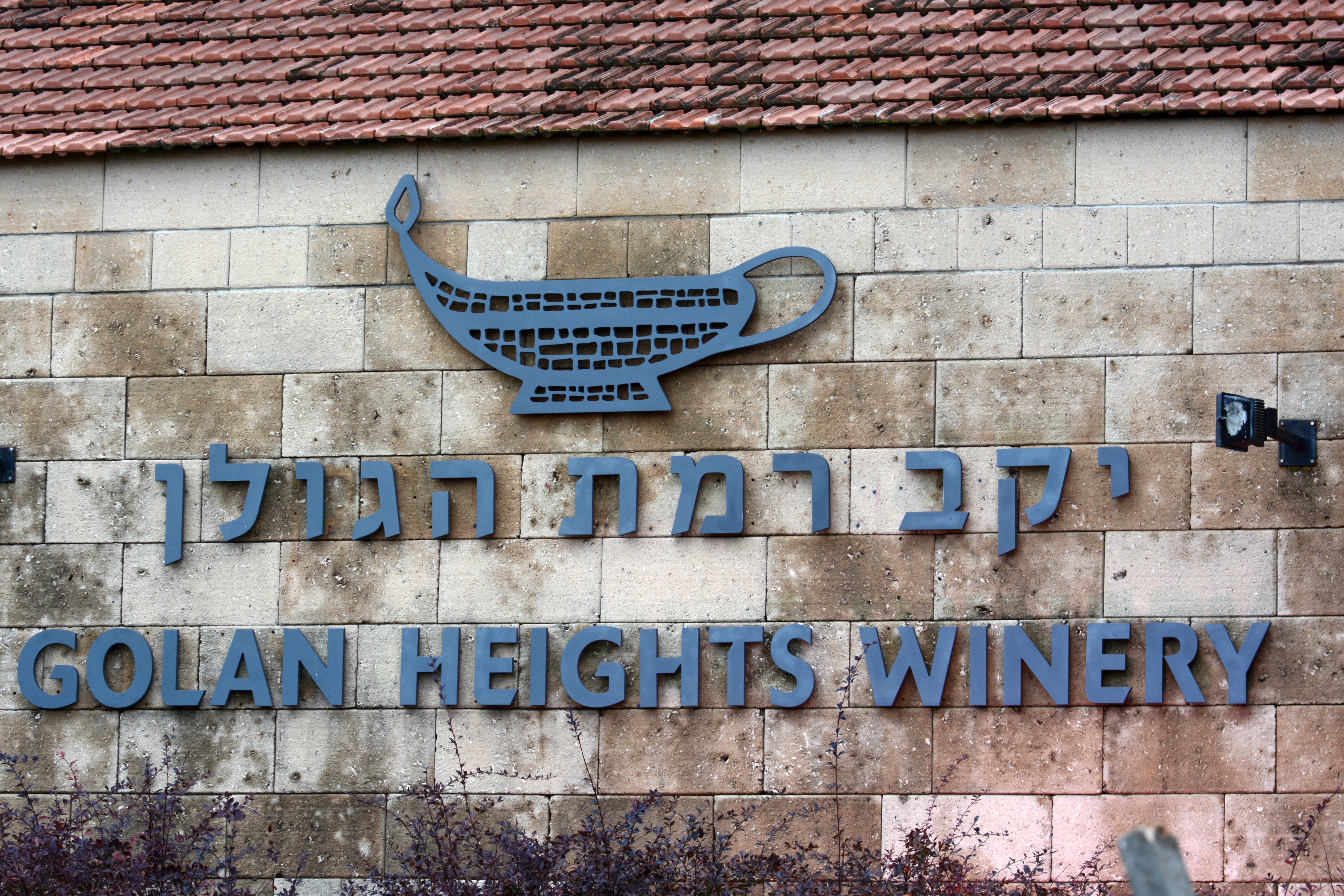
酒廠名
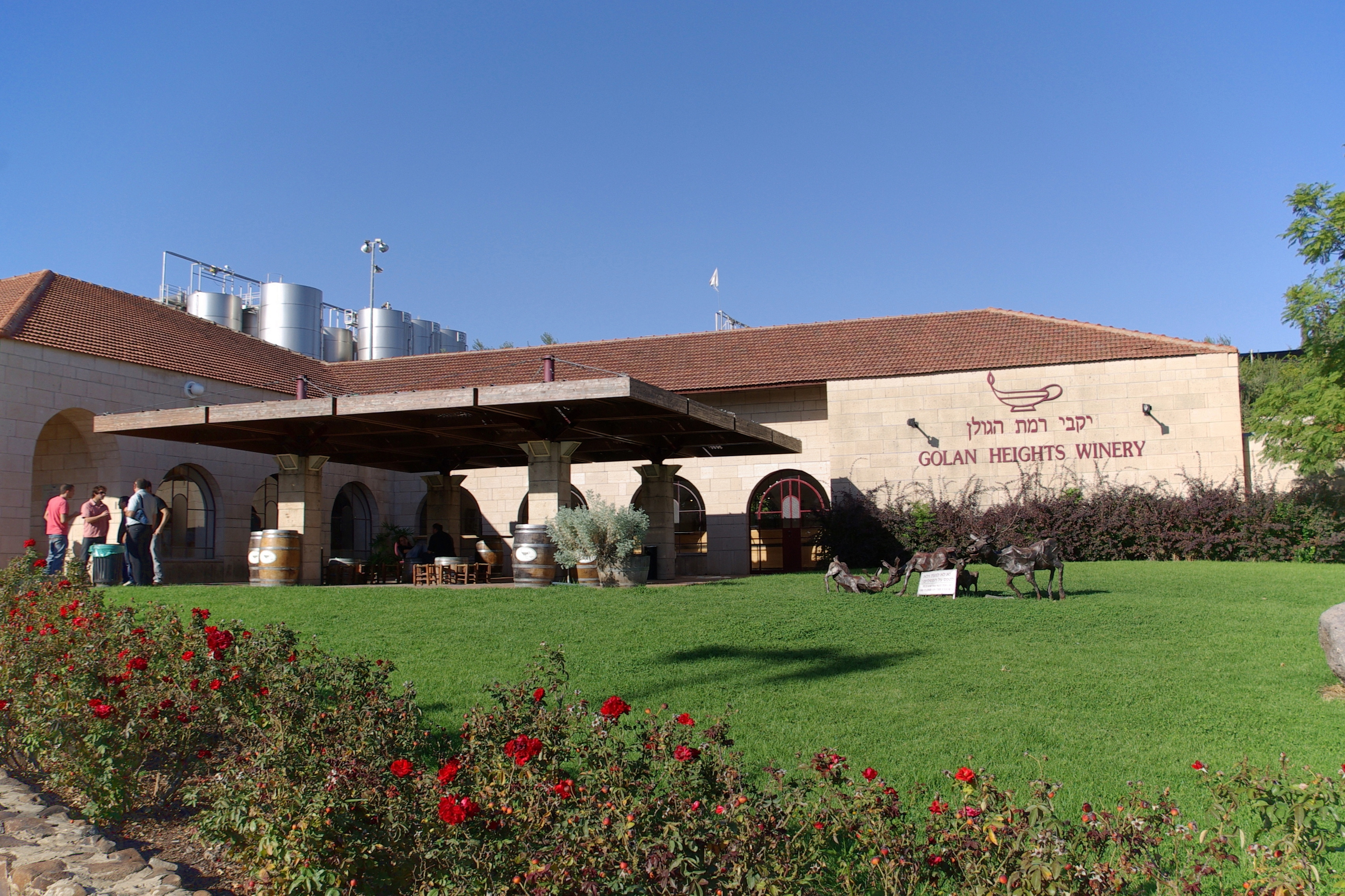
酒莊外景01
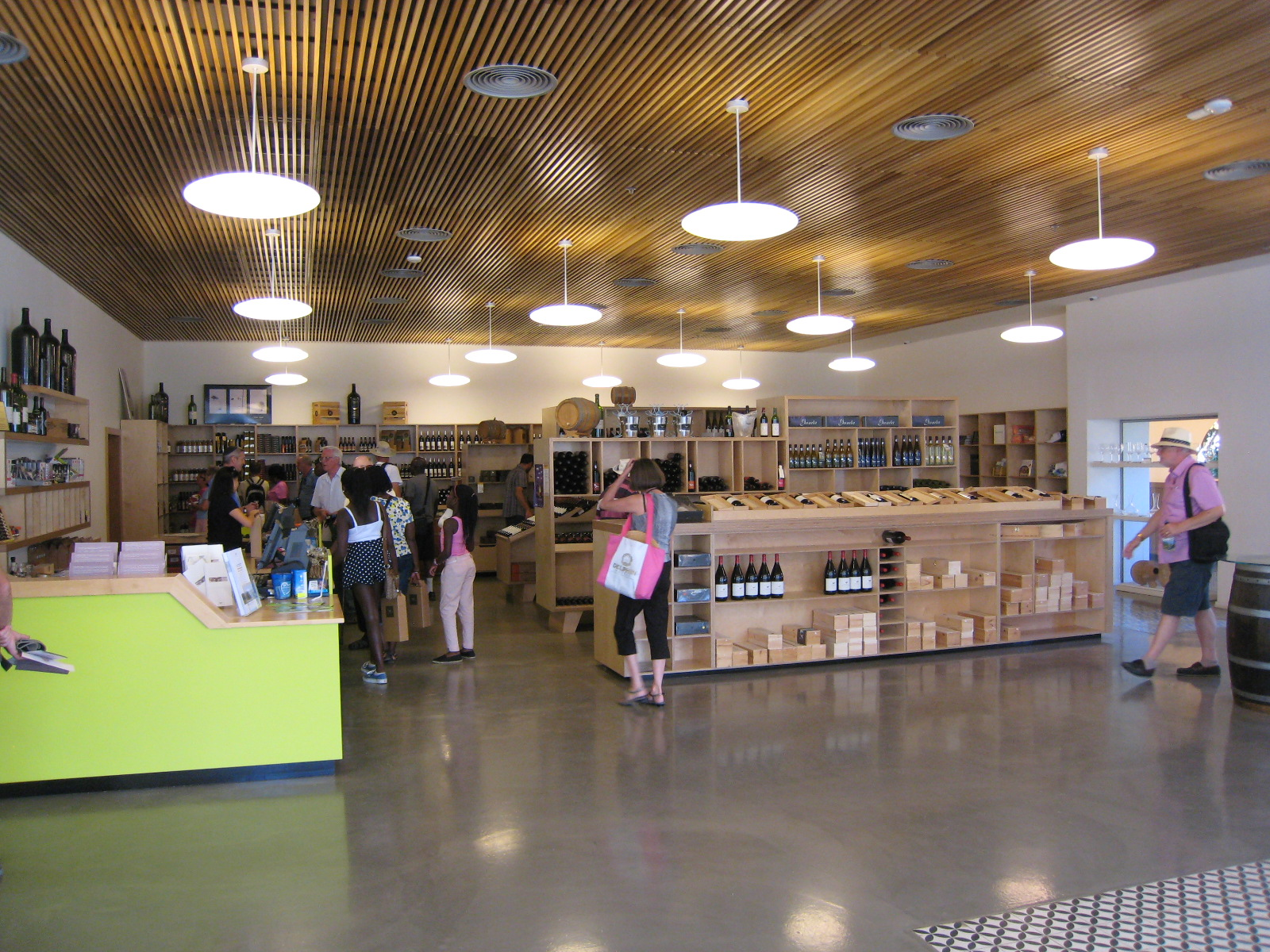
酒莊內部01
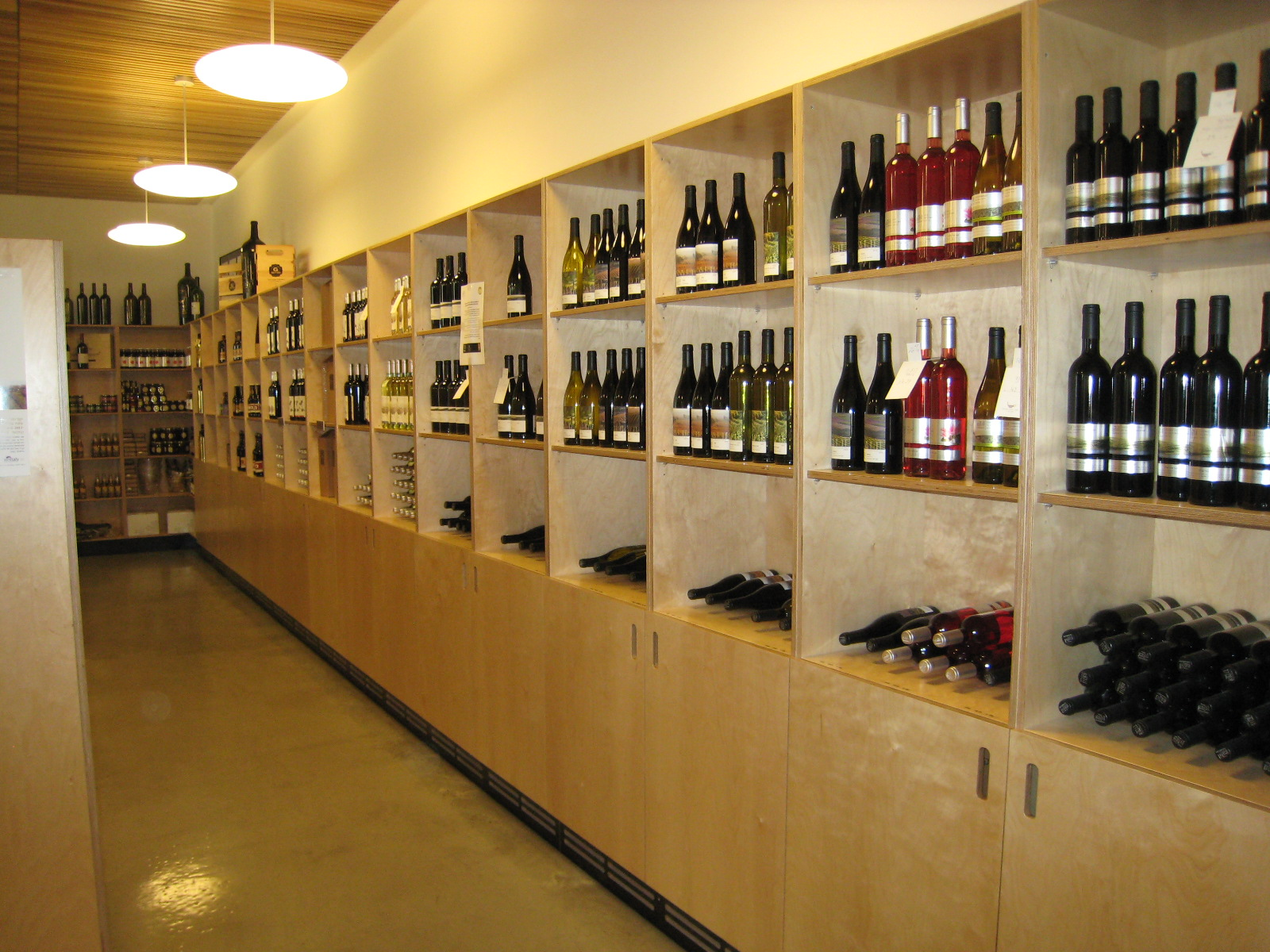
酒莊內部02
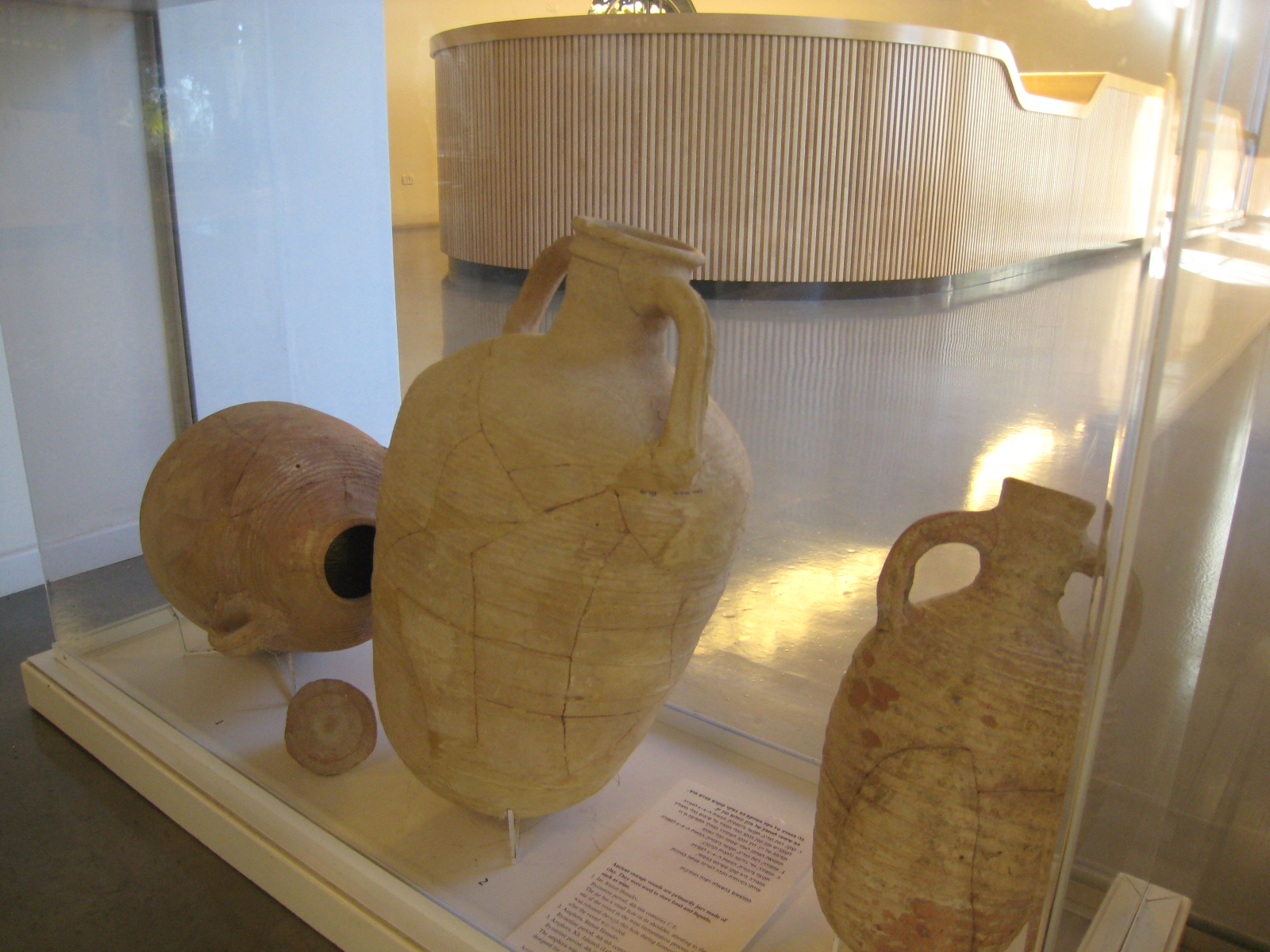
酒莊內部03
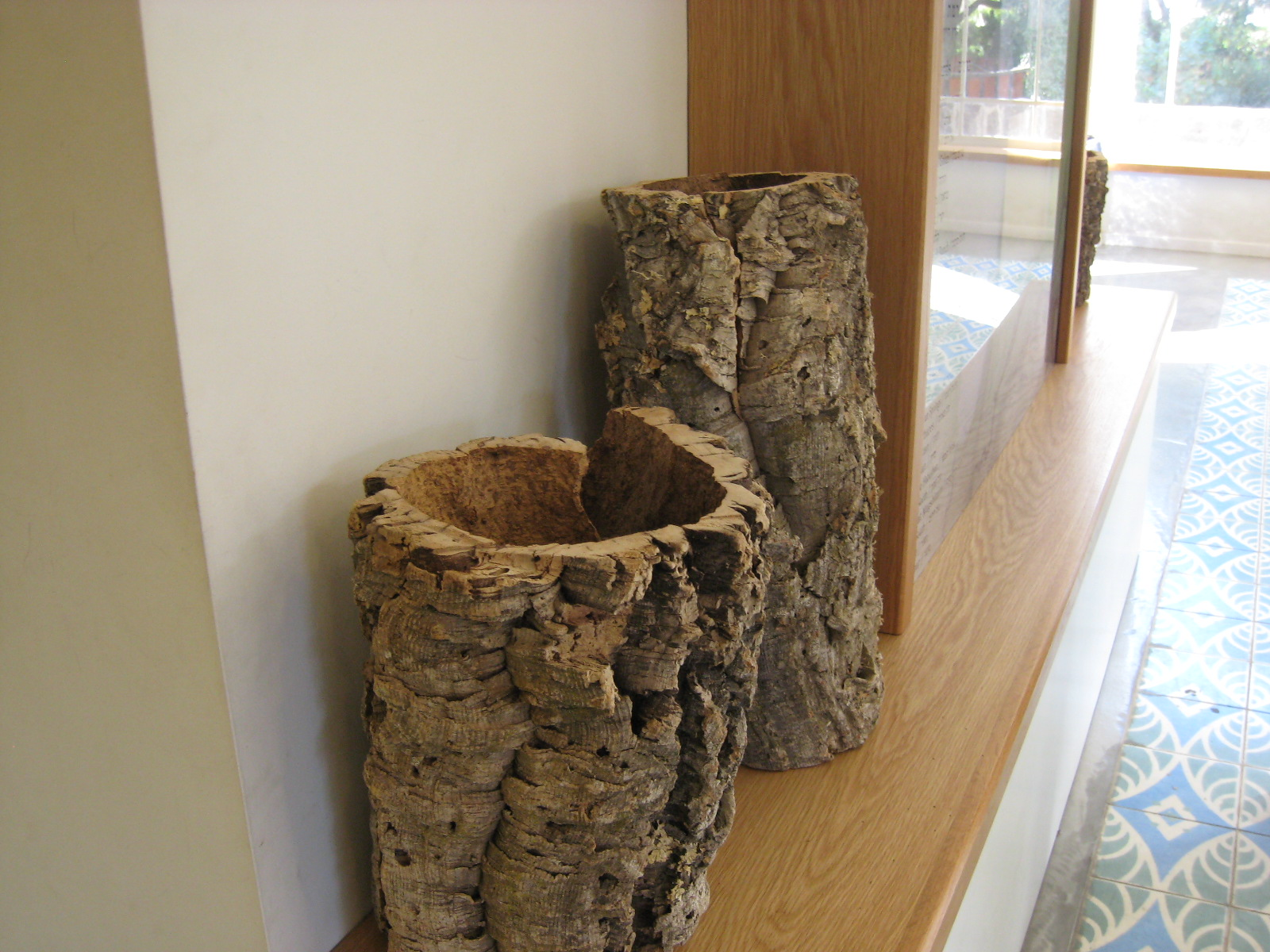
酒莊內部04
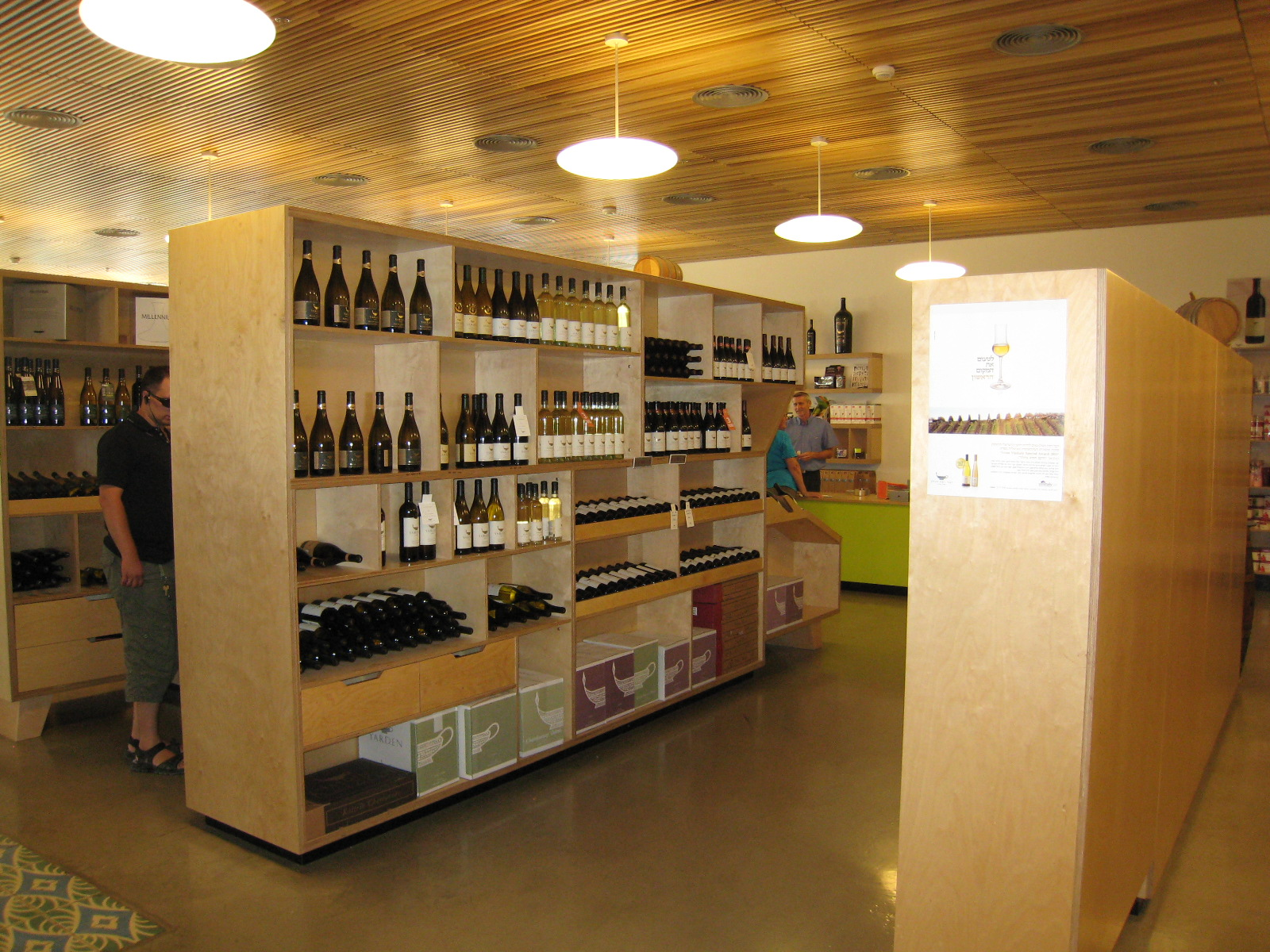
酒莊內部05
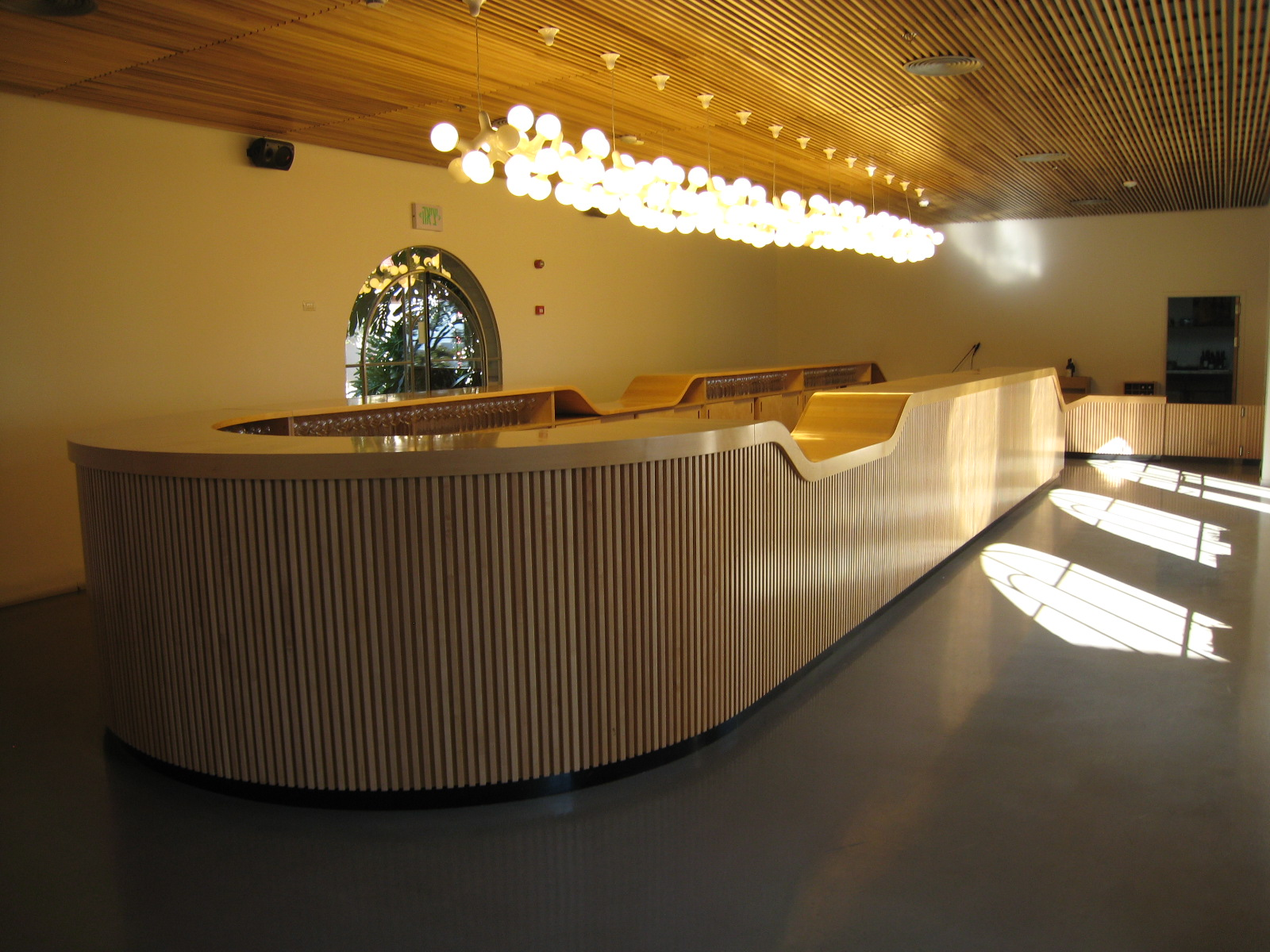
品酒區
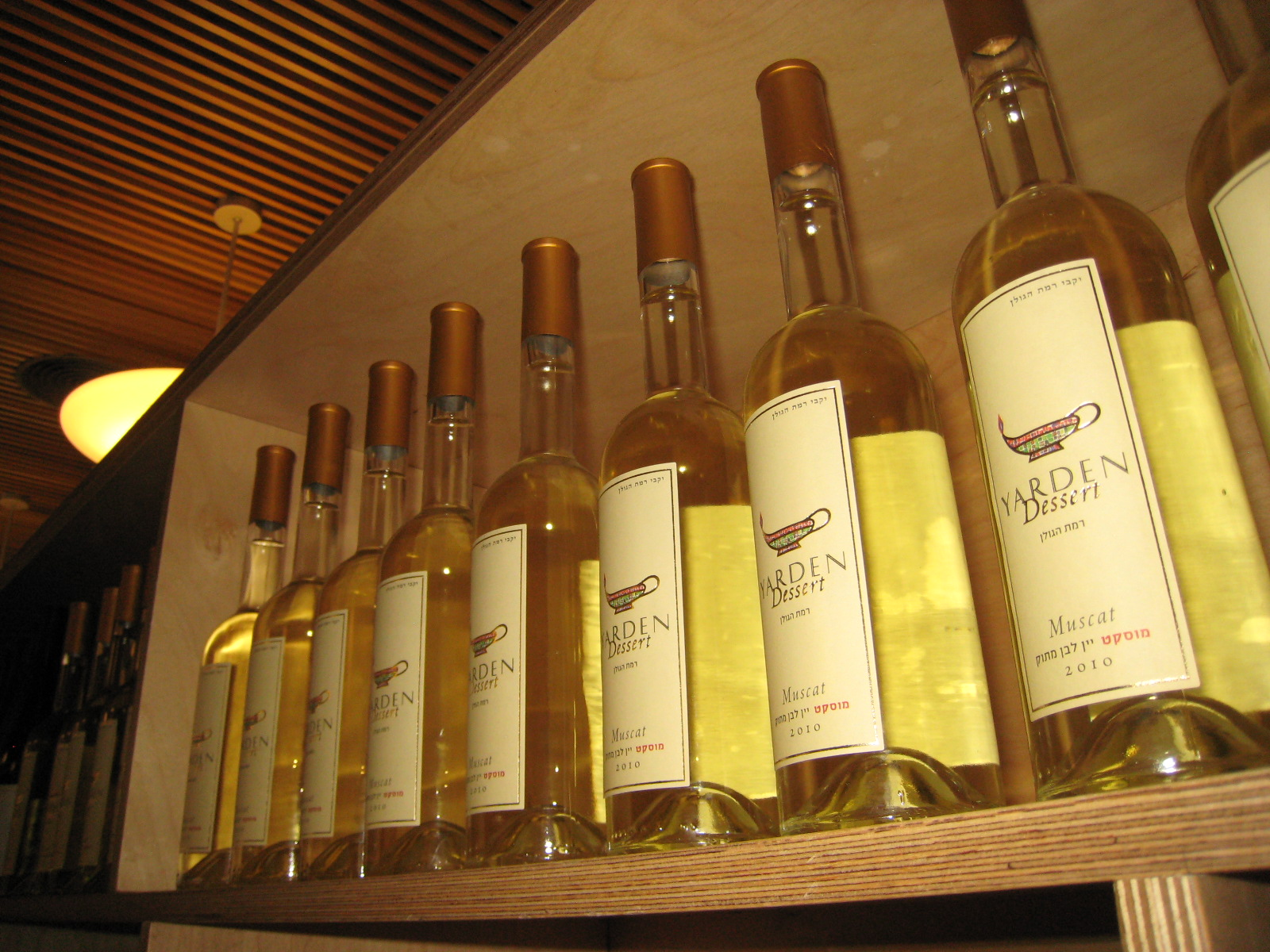
雅爾登甜酒
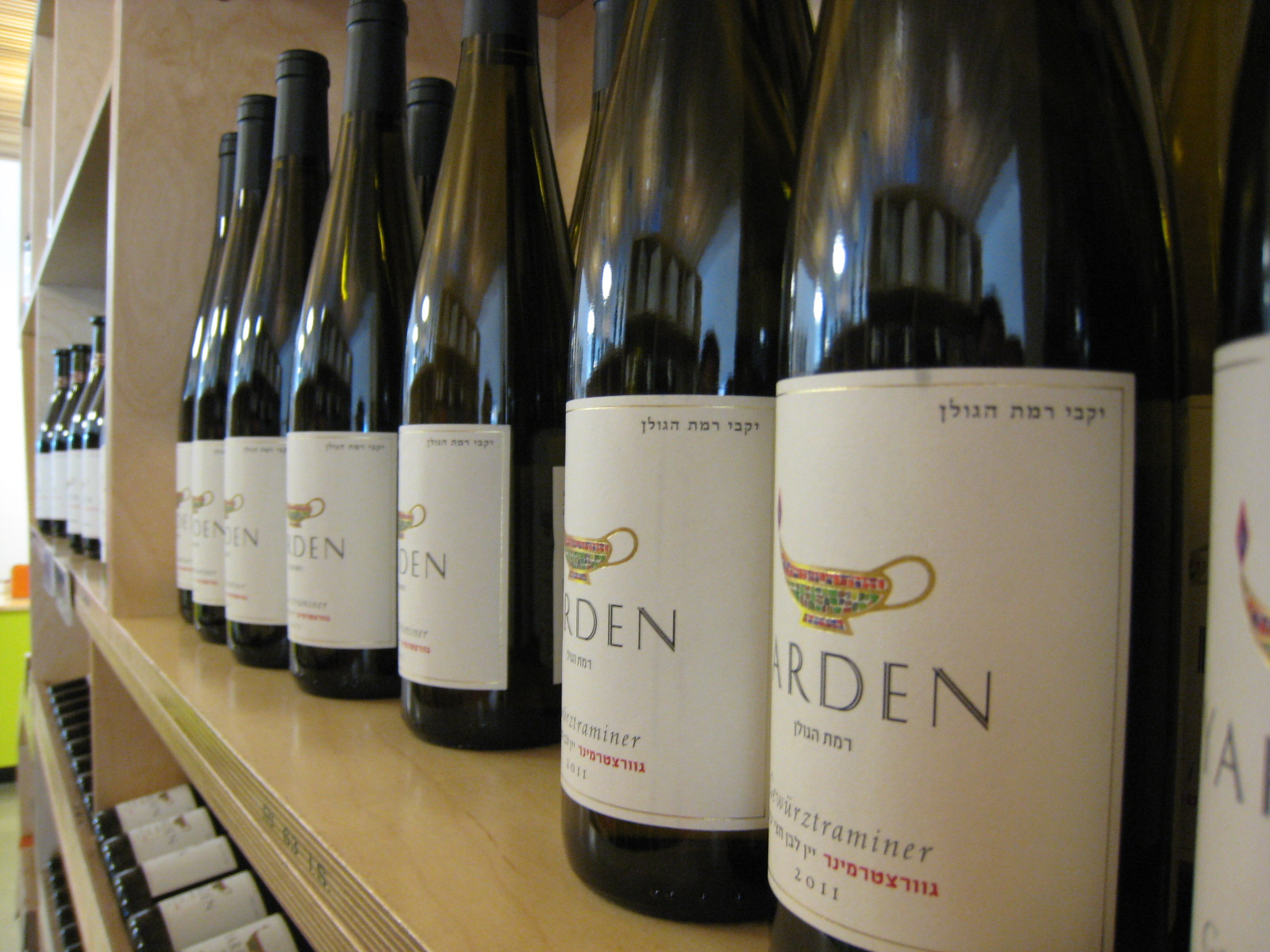
雅爾登瓊瑤漿酒
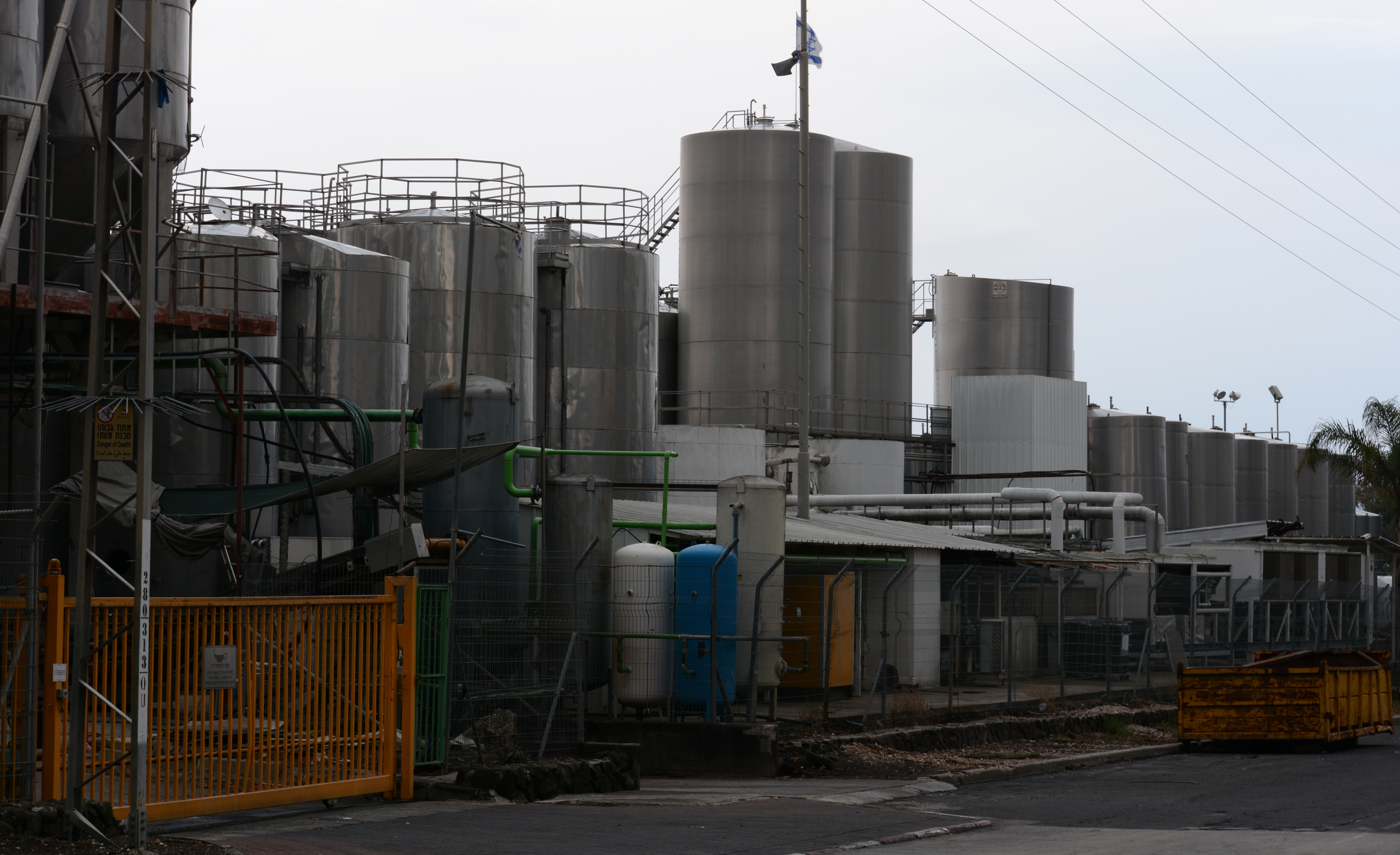
釀酒廠01
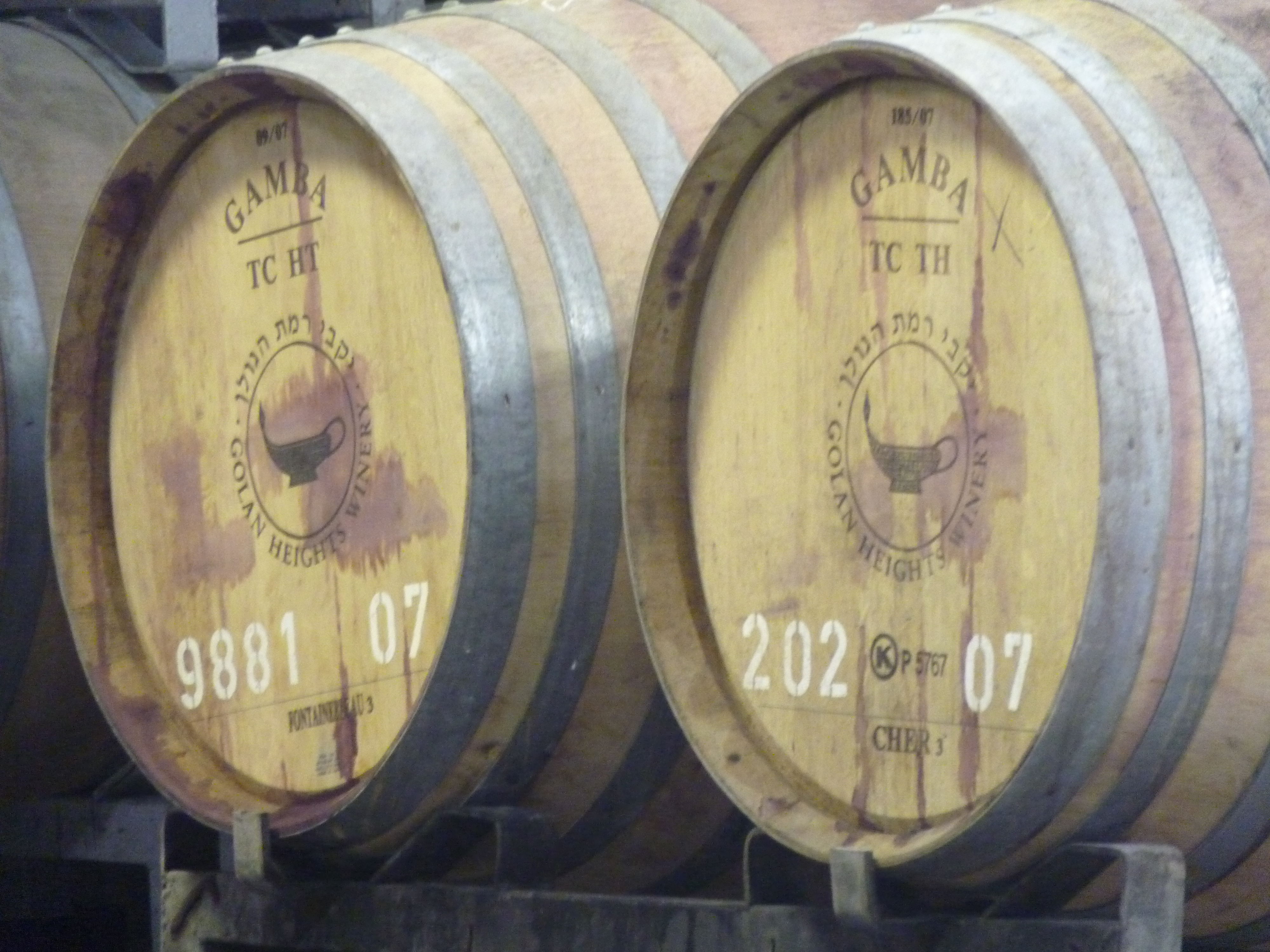
釀酒廠02
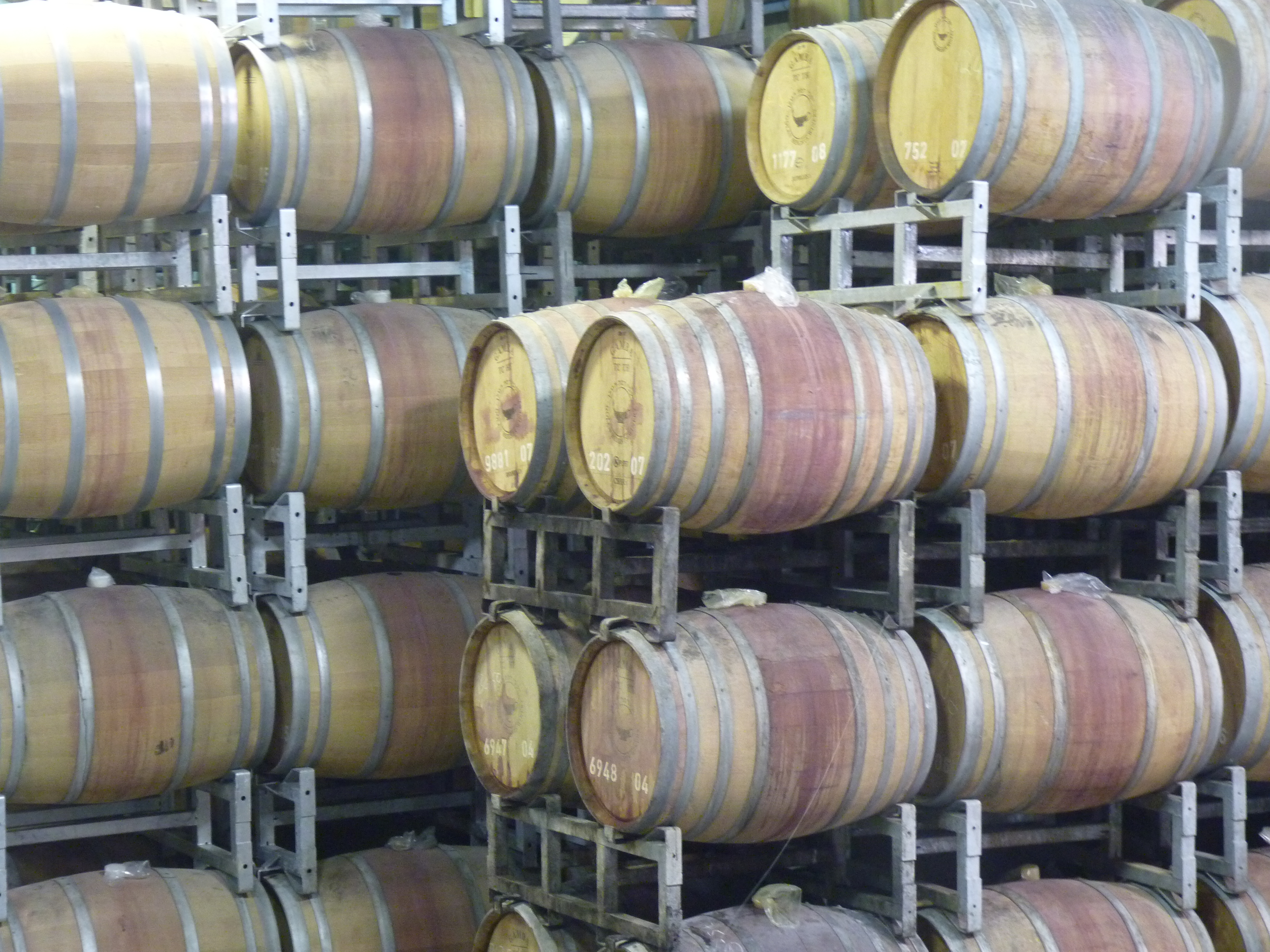
釀酒廠03
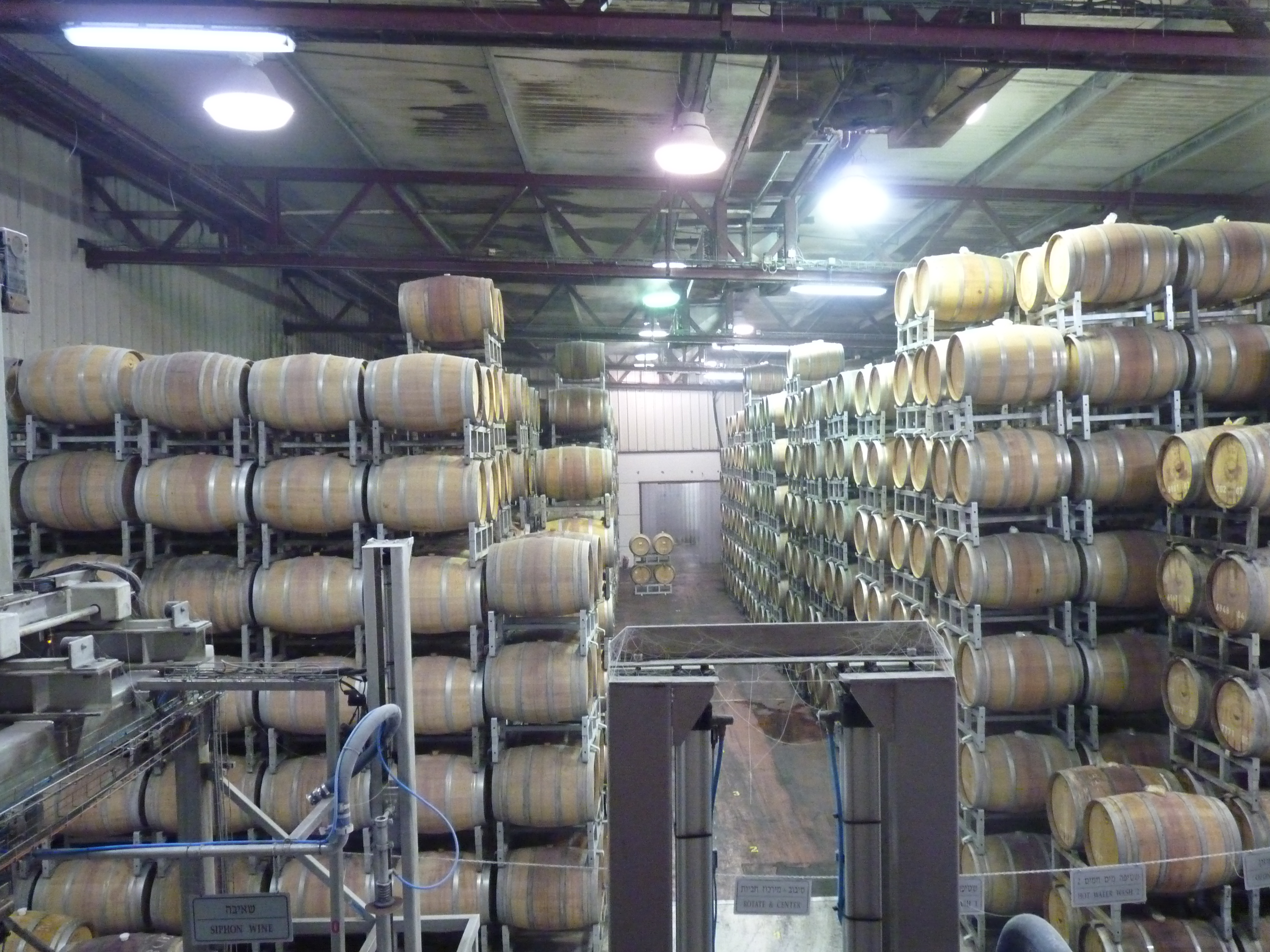
釀酒廠04
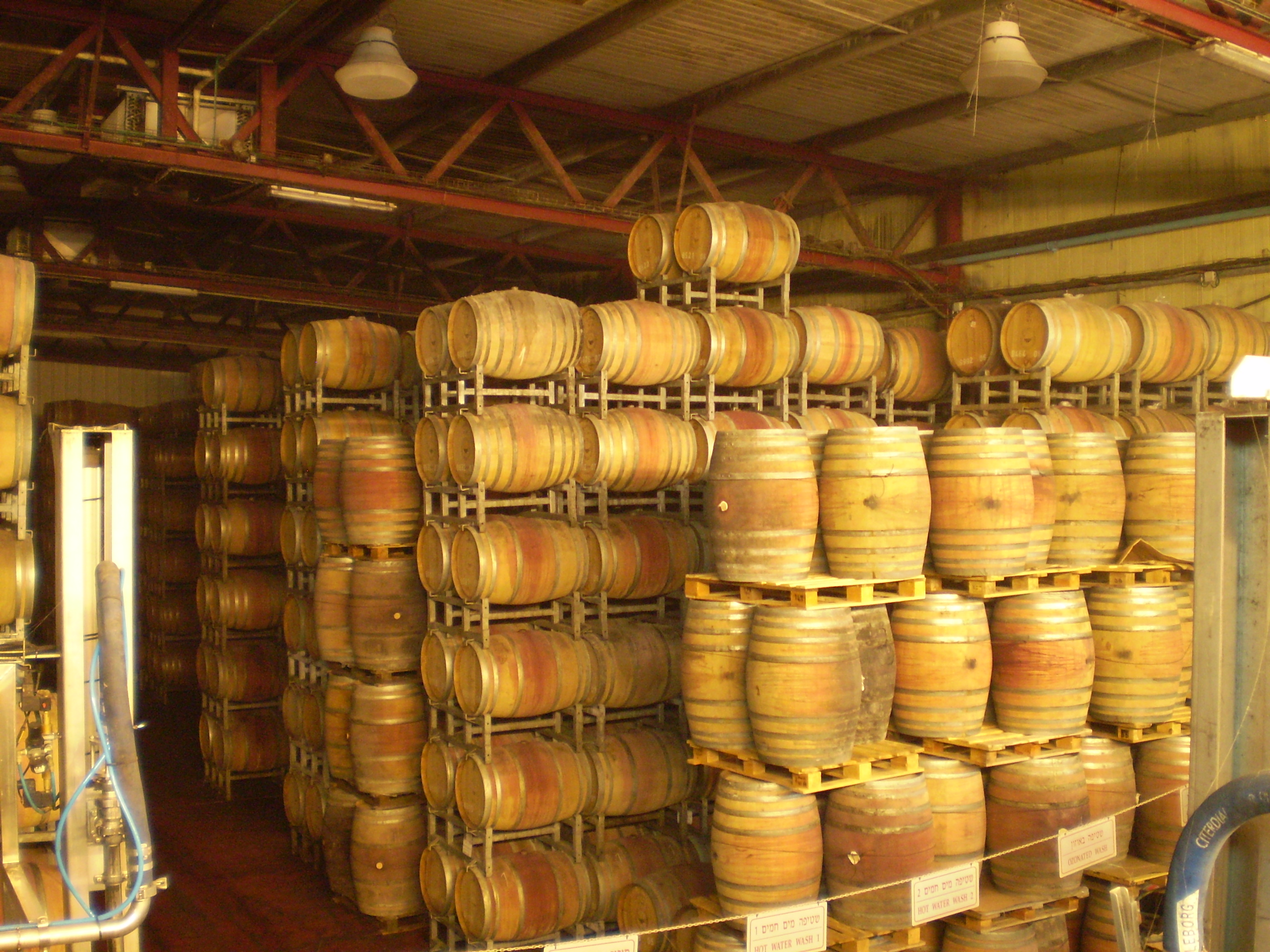
釀酒廠05
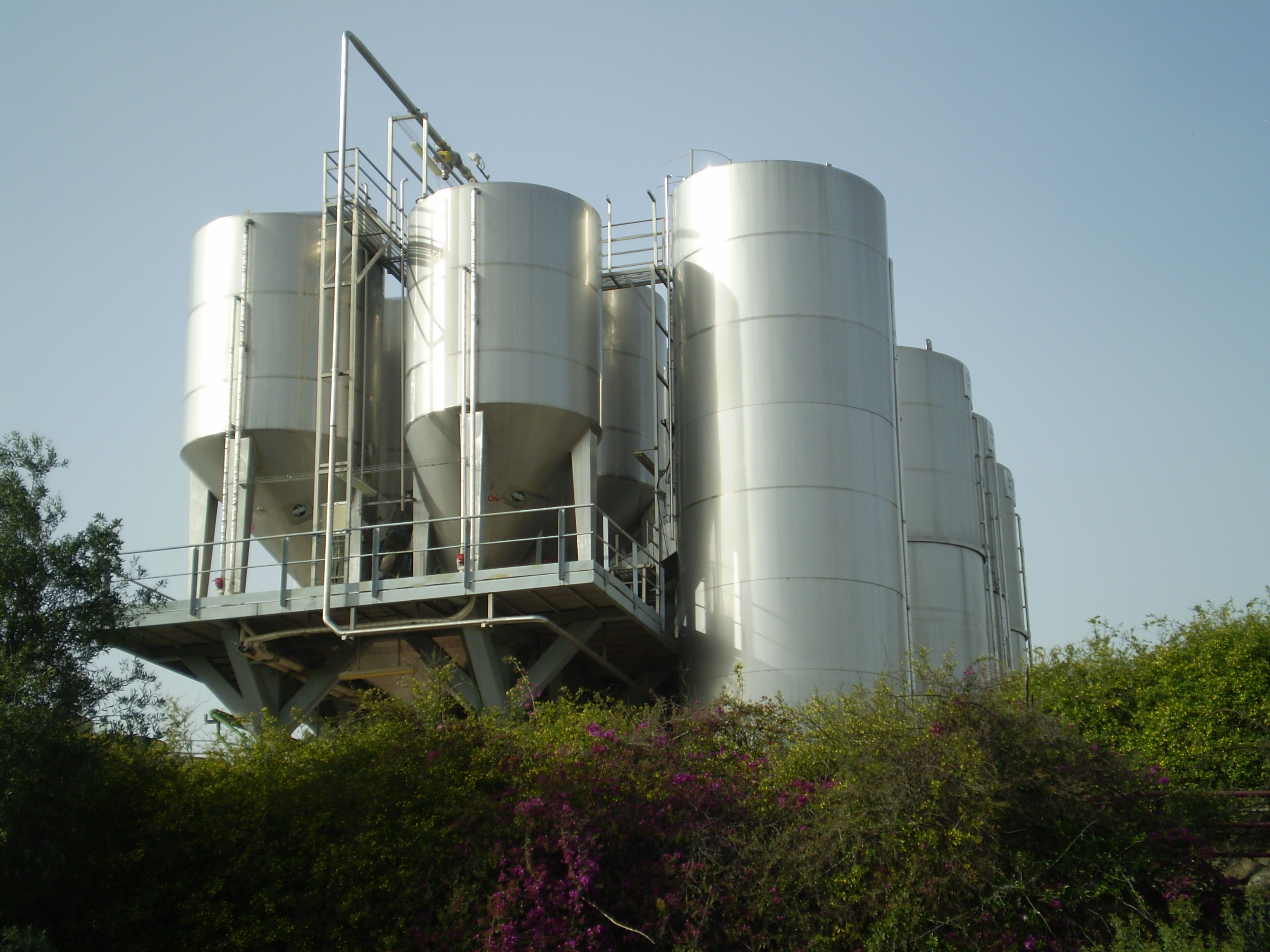
釀酒廠07
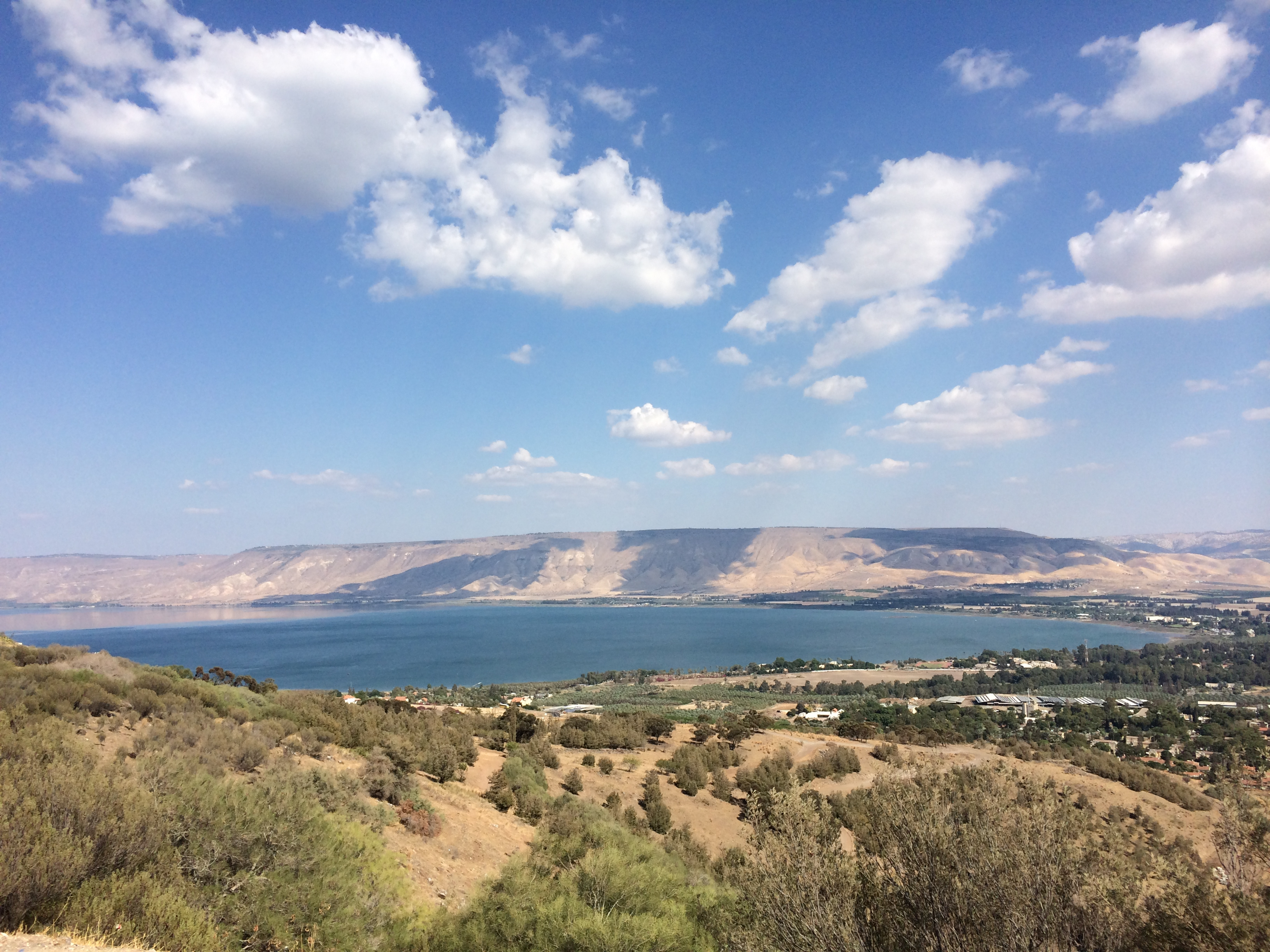
戈蘭高地